# كرايغ براندت
كرايغ براندت (بالإنجليزية: Craig Brandt)‏ هو سياسي أمريكي، ولد في 28 أغسطس 1968 في الولايات المتحدة. حزبياً، نشط في الحزب الجمهوري. وقد انتخب عضو مجلس ولاية نيومكسيكو.

## وصلات خارجية
- الموقع الرسمي